# Audierne
Audierne község Franciaországban, Finistère megyében. Lakosainak száma 2151 fő (2018. január 1.).
Új községként 2016. január 1-jén jött létre a korábbi Audierne és Esquibien korábbi község egyesítésével.

## Népesség
A település népességének változása:
| Lakosok száma | 2159 | 2116 | 2151 | 2151 |
|               | 2013 | 2015 | 2017 | 2018 |